# Chaetium bromoides
Chaetium bromoides és una espècie de planta herbàcia poàcia i planta nativa des de Mèxic a Panamà. Ha estat utilitzada com planta farratgera en zones altes de Costa Rica.